# ويليام ستيوارت (سياسي كندي، مواليد 1803)
ويليام ستيوارت هو شخصية أعمال وسياسي كندي، ولد في 24 يوليو 1803 في Carbost, Loch Harport ‏ في المملكة المتحدة، وتوفي في 21 مارس 1856 في تورونتو في كندا. انتخب Member of the Legislative Assembly of the Province of Canada ‏ عن دائرة Bytown ‏ (1844 – 1847).